# Ulvefod-ordenen
Ulvefod-ordenen (Lycopodiales) er en orden inden for planteriget. Den indeholder en eller to familier.
Den anden familie som nogen regner med er Huperziaceae og hertil regnes i så fald slægten Huperzia samt evt. 1-2 andre slægter der oftest henregnes til Huperzia.
| Familier |

- Ulvefod-familien (Lycopodiaceae)

| Botanik | Spire Denne botanikartikel er en spire som bør udbygges. Du er velkommen til at hjælpe Wikipedia ved at udvide den. |

| Portal | Portal:Botanik |